# Newton (Georgia)
Newton – miasto w Stanach Zjednoczonych, w południowo-zachodniej części stanu Georgia. Jest siedzibą władz Hrabstwa Baker.

## Demografia
W 2009 roku liczyło 761 mieszkańców, co świadczy o wyludnianiu się miasteczka, z którego od 2000 roku (851 osób) ubyło ponad 10,5% ludności. Najprawdopodobniej jest to spowodowane niższym poziomem życia w porównaniu do innych miasteczek w Georgii.
Średni dochód gospodarstwa domowego w 2009 roku wyniósł 25 888 $, co wobec średniej dla całego stanu wynoszącej 47 590 $ stanowi tylko 54%. W latach 2004–2010 bezrobocie wzrosło od 4 do około 10%.
W roku 2023 liczba mieszkańców spadła do 569 osób, a gęstość zaludnienia poniżej 73 osób/km², co świadczy o dalszym wyludnianiu się miasteczka, z którego od 2000 roku (851 osób) ubyła prawie ⅓ ludności – spadek o ponad 33,1%.